# Caixa d'Água (Piripiri)
Caixa D'água é um bairro da zona norte da cidade do Piripiri. Conforme o censo do IBGE de 2010, sua população era de 2.823 habitantes divididos em 1.364 pessoas declaradas masculinas e 1.459 habitantes declaradas femininas (51.68% de mulheres e 48.32% de homens). Entre os habitantes do bairro, a maior faixa etária concentra-se nas pessoas de 15 a 64 anos de idade.